# Московский радиотехнический институт
Московский радиотехнический институт Российской академии наук (МРТИ РАН) — российский научно-исследовательский институт, осуществляющий разработку мощной СВЧ техники, ускорителей заряженных частиц и других электрофизических установок.
Полное фирменное наименование: Акционерное общество «Московский радиотехнический институт Российской академии наук».

Сокращенное фирменное наименование: АО «МРТИ РАН».

Полное фирменное наименование на английском языке: Joint Stock Company «Moscow Radiotechnical Institute Russian Academy of Sciences».
АО «МРТИ РАН» входит в состав ОАО «Концерн радиостроения «Вега» (по данным на 2013 год, Концерну принадлежат 100 % акций минус 1 акция).

## История
13 августа 1946 года для решения научных и инженерных проблем, связанных с созданием ускорителей заряженных частиц в рамках советского атомного проекта, была организована Лаборатория № 11 в составе Физического института АН СССР (ФИАН). Заведующим лаборатории назначен выдающийся радиотехник, член-корреспондент АН СССР, инженер-полковник Александр Львович Минц.
В апреле 1947 года коллектив А. Л. Минца был переведён в состав Лаборатории измерительных приборов (ЛИПАН) академика И. В. Курчатова в качестве «Отдела радиоаппаратуры лаборатории измерительных приборов» (ОРЛИП). Работы по созданию ускорителей в СССР относились к секретным, курировал их Берия. Результатом стало создание в Дубне в 1949 году фазотрона на энергию 680 МэВ.
В феврале 1951 года в составе Третьего главного управления была образована самостоятельная Радиотехническая лаборатория АН СССР (РАЛАН) под руководством А. Л. Минца.
В 1957 году лаборатория была преобразована в Радиотехнический институт АН СССР (РТИ АН СССР), директором которого назначен А. Л. Минц. По линии Минрадиопрома в институте велись работы по радиолокационной тематике, по линии Минсредмаша — по ускорительной. В том же году при участии РАЛАН-РТИ был осуществлён запуск мощного синхрофазотрона — протонного синхротрона на энергию 10 ГэВ, что почти в два раза превышало мощность единственного на тот момент действующего ускорителя подобного класса «Беватрон» (США). Работа была удостоена Ленинской премии (1959 год).
В 1961 году в Москве, в ИТЭФ, был осуществлён физический пуск протонного синхротрона с жёсткой фокусировкой на энергию 7 ГэВ.
В 1970 году группа специалистов РТИ за разработку линейного протонного ускорителя на энергию 100 МэВ и системы электроники для протонного синхротрона на энергию 76 ГэВ (в ИФВЭ, г. Протвино) удостоена Ленинской и Государственной премий.
В 1972—1976 годах институтом был разработан сильноточный ускоритель протонов для ИЯИ АН СССР на энергию 600 МэВ и средний ток 0,5 мА. Это и сегодня крупнейший в Европе и второй по величине в мире линейный ускоритель.
В 1970-х годах в институте также активно развивались прикладные работы по созданию и применению ускорителей в промышленности. Одной из первых таких работ было создание промышленных ускорителей для радиационных технологий (отверждения полимерных покрытий, обеззараживания сточных вод, стерилизации медицинского инструментария и других).
В 1976 году для дальнейшего развития ускорительной техники все подразделения, занимавшиеся этой тематикой, были выделены из состава РТИ и образовали «Научно-исследовательский институт высокоэнергетических устройств» (НИИВЭУ), который в январе 1977 года был переименован в «Московский радиотехнический институт» (МРТИ АН СССР). Институт возглавил Алексей Аркадьевич Кузьмин.
В 1986 году на смену А. А. Кузьмину пришёл Г. И. Бацких. 
В 1992 году «Академия наук СССР» была переименована в «Российскую академию наук», и институт получает название «Московский радиотехнический институт Российской Академии наук» (МРТИ РАН).
С 2000 года — Федеральное государственное унитарное предприятие «Московский радиотехнический институт Российской Академии наук» (ФГУП «МРТИ РАН»).
В 2004 году институту присвоен статус «Федеральный научно-производственный центр».
В 2012 году предприятие сменило форму собственности и было преобразовано в АО «МРТИ РАН».